# Musikjahr 1835
Liste der Musikjahre

◄◄ | ◄ | 1831 | 1832 | 1833 | 1834 | Musikjahr 1835 | 1836 | 1837 | 1838 | 1839 | ► | ►►

Weitere Ereignisse
Dieser Artikel behandelt das Musikjahr 1835.

## Ereignisse
- 01. August: Frédéric Chopin erhält einen französischen Pass.

### Instrumental und Vokalmusik
- Frédéric Chopin: Deux Polonaises cis-Moll, es-Moll op. 26; Deux Nocturnes cis-Moll, Des-Dur op. 27; Valse As-Dur op. 34/1
- Gaetano Donizetti: Messa di Requiem in d-Moll
- Johann Wenzel Kalliwoda: Sinfonie Nr. 4 C-Dur op. 60
- Franz Lachner: Sinfonie Nr. 5 c-Moll (Preis-Symphonie)
- Ignaz Moscheles: Klavierkonzert Nr. 7, c-Moll, op. 93
- Otto Nicolai: 1. Sinfonie in D-Dur
- George Onslow: Streichquintett op. 57
- Clara Schumann: Valses romantiques pour le Pianoforte, gewidmet Emma Eggers geb. Garlichs, op. 4
- Robert Schumann: Klaviersonate fis-Moll op. 11 1835 fertiggestellt und 1836 veröffentlicht
- Louis Spohr: Violine Concertino Nr. 2 (auch Konzert Nr. 13) E-Dur, op. 92
- Johann Strauss (Vater): Mein schönster Tag in Baden op. 58; Zweyte Walzer-Guirlande op. 77; Philomelen-Walzer op. 82
- Richard Wagner: Ouvertüre zum Antritt des neuen Jahres 1835, Uraufführung am 1. Januar in Magdeburg; Columbus-Ouvertüre

### Musiktheater

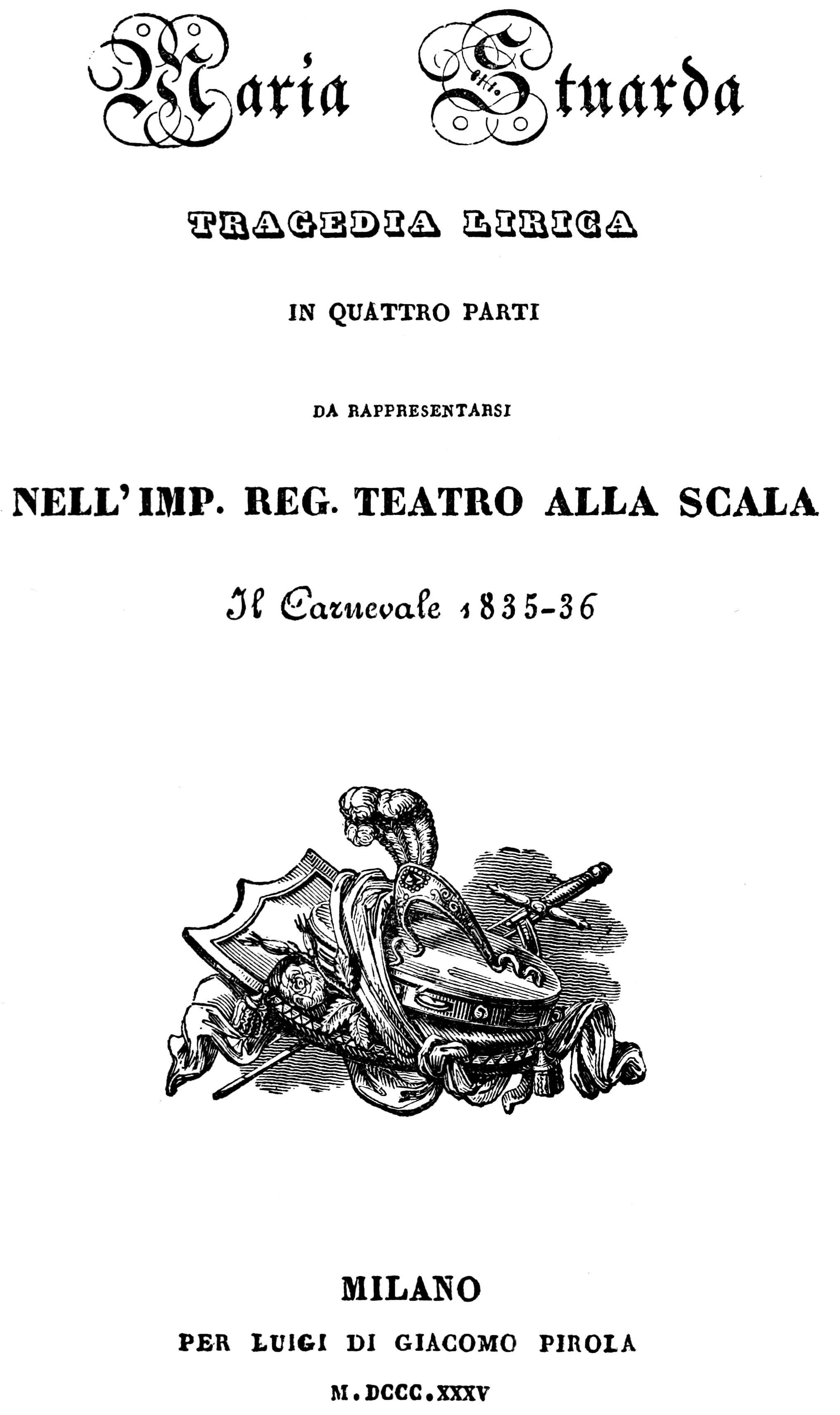
Gaetano Donizetti – Maria Stuarda – Titelblatt des Librettos 1835

- 24. Januar: Am Théâtre-Italien in Paris erfolgt die Uraufführung der Oper I puritani (Die Puritaner) von Vincenzo Bellini mit dem Libretto von Carlo Pepoli nach der Komödie Têtes rondes et cavaliers, die ihrerseits auf Walter Scotts Roman Old Mortality beruht. Die Uraufführung wird zum letzten Triumph Bellinis, wozu auch die damals „unüberbietbare Besetzung“ mit Grisi, Rubini, Tamburini und Lablache ihren Beitrag leistet. Die italienische Erstaufführung findet an der Mailänder Scala statt, noch im gleichen Jahr erfolgt die deutsche Erstaufführung in Berlin.
- 23. Februar: In Paris erfolgt die Uraufführung der Oper La juive (Die Jüdin) von Fromental Halévy mit dem Libretto von Eugène Scribe. Von Giuseppe Verdi ebenso geschätzt wie von Richard Wagner, wird die Oper zum Serienerfolg: Bis 1893 wird sie allein an der Pariser Oper 550 Mal aufgeführt.
- 28. Februar: Uraufführung der Oper La marquise von Adolphe Adam in der Opéra-Comique in Paris
- 12. März: Uraufführung der Oper Marin Faliero von Gaetano Donizetti im Théâtre-Italien, Paris
- 14. März: Uraufführung der Oper Il colonello von Luigi Ricci in Neapel (Teatro del Fondo)
- 24. März: Uraufführung des romantischen Zaubermärchens Fortunat, von Conradin Kreutzer im Theater in der Josefstadt, Wien. Das Werk ging verloren.
- 24. Juni: Uraufführung des Singspiels Der Bräutigam in der Klemme von Conradin Kreutzer im Theater in der Josefstadt, Wien. Das Werk ist verschollen.
- 29. Juni: Uraufführung der Oper Micheline ou L’heure de l’esprit von Adolphe Adam in der Opéra-Comique in Paris
- 15. August: Uraufführung der Oper Chiara di Montalbano in Francia von Luigi Ricci in Mailand (Teatro alla Scala)
- 16. September: Die Oper Askolds Grab von Alexei Nikolajewitsch Werstowski auf ein Libretto von Michail Sagoskin wird im Bolschoi-Theater in Moskau uraufgeführt.
- 26. September: Am Teatro San Carlo in Neapel feiert die Oper Lucia di Lammermoor von Gaetano Donizetti bei ihrer Uraufführung mit Fanny Tacchinardi-Persiani und Gilbert Duprez in den Hauptrollen einen triumphalen Erfolg. Das Libretto stammt von Salvadore Cammarano nach dem Roman The Bride of Lammermoor von Walter Scott. Das Werk gilt als einer der Höhepunkte in der Epoche des Belcanto. Die Rolle der Lucia gehört zu den anspruchsvollsten Koloratursopranpartien der Opernliteratur.
- 10. Oktober: Uraufführung des romantischen Zauberspiels Traumleben oder Zufriedenheit, die Quelle des Glückes von Conradin Kreutzer im Theater in der Josefstadt, Wien. Das Werk ging verloren
- 27. Oktober: Uraufführung der Oper The Siege of Rochelle von Michael William Balfe im Theatre Royal Drury Lane in London
- 16. November: Uraufführung der Oper La grande duchesse von Michele Carafa in der Opéra-Comique, Paris
- 16. Dezember: Uraufführung der Grand opéra Agnes Sorel von Mary Anne A’Becket am St James’s Theatre London
- 16. Dezember: An der Opéra-Comique in Paris erfolgt die Uraufführung der komischen Oper L’éclair (Der Blitz) von Fromental Halévy.

- 30. Dezember: Am Teatro alla Scala in Mailand wird Gaetano Donizettis lyrische Tragödie (Oper) Maria Stuarda nach dem Drama Maria Stuart von Friedrich Schiller im Original uraufgeführt. Maria Malibran singt die Titelrolle, ist jedoch indisponiert, was zum Misserfolg der Oper beiträgt, die erst 123 Jahre später wiederentdeckt wird. Die Oper ist eine zweite Fassung der im Vorjahr unter dem Titel Buondelmonte erschienenen Oper.

### Weitere Werke
- Daniel-François-Esprit Auber: Le cheval de bronze (Oper)
- Giovanni Pacini: Carlo di Borgogna (Oper)
- Saverio Mercadante: I due Figaro (Oper), Francesca Donato, ossia Corinto distrutta (Oper)
- Luigi Ricci: La serva e l’ussero (Magd und Husar) (Oper) Uraufführung im Frühjahr 1835 in Pavia (Teatro Compadroni)
- Giuseppe Lillo: Il gioiello (Das Juwel), (Oper)

### Instrumentenbau
- Anton Braun aus Spaichingen stellt in der Karsthans-Kirche in Täbingen die – möglicherweise unter Bezug auf ihren Preis – sogenannte Tausendgüldenorgel fertig. Sie ist heute eine der wenigen noch erhaltenen frühromantischen Orgeln altwürttembergischer Prägung.

## Geboren

### Geburtsdatum gesichert
- 05. Januar: Richard Faltin, finnischer Komponist, Musikprofessor und Sammler finnischer Volksmusik († 1918)
- 07. Januar: Albrecht Blumenstengel, deutscher Komponist, Violinist, Arrangeur und Herausgeber († 1895)
- 07. Januar: Charles Constantin, französischer Dirigent und Komponist († 1891)
- 14. Januar: Ludwig Abel, deutscher Violinist und Komponist († 1895)
- 18. Januar: César Cui, russischer Komponist und Musikkritiker († 1918)
- 08. Februar: Aline Hundt, deutsche Pianistin, Klavierlehrerin, Dirigentin und Komponistin († 1872)
- 12. Februar: Andreas Barner, deutscher Organist und Komponist († 1910)
- 21. Februar: Otto Beständig, deutscher Dirigent und Komponist († 1917)
- 26. Februar: Adolphe Danhauser, französischer Komponist und Musikpädagoge († 1896)
- 02. März: Engelbert Pirk, Opernsänger († 1888)
- 08. März: John Henry Anketell, US-amerikanischer Pfarrer, Kirchengründer und Kirchenlieddichter († 1905)
- 15. März: Eduard Strauß, österreichischer Komponist und Kapellmeister († 1916)

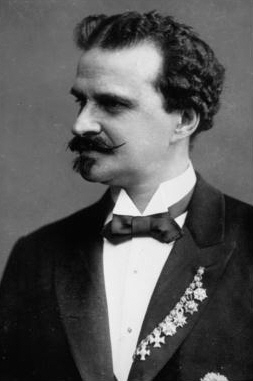
Eduard Strauß; * 15. März

- 28. März: Ludwig Straus, österreichischer Geiger († 1899)
- 11. Mai: Kārlis Baumanis, lettischer Komponist und Dichter († 1905)
- 14. Mai: Hans Schmitt, österreichischer Klavierpädagoge, Pianist und Komponist († 1907)
- 11. Juni: Désirée Artôt de Padilla, belgische Opernsängerin († 1907)
- 14. Juni: Nikolai Rubinstein, russischer Komponist, Pianist und Dirigent († 1881)
- 05. Juli: Friedrich Brandeis, österreichischer Pianist und Komponist († 1899)
- 10. Juli: Henryk Wieniawski, polnischer Violinist und Komponist († 1880)
- 07. August: Allan James Foley, irischer Opernsänger (Bass) († 1899)
- 08. August: Ettore de Champs, italienischer Pianist und Komponist († 1905)
- 14. August: Isabella Dobrowolski von Buchenthal, rumänische Pianistin († 1890)
- 04. September: Leopold Grützmacher, deutscher Cellist und Komponist († 1900)
- 18. September: Johann Adam Krygell, dänischer Komponist und Organist († 1915)
- 27. September: Max Strakosch, US-amerikanischer Opernimpresario († 1892)
- 07. Oktober: Felix Draeseke, deutscher Komponist († 1913)
- 09. Oktober: Camille Saint-Saëns, französischer Pianist, Organist und Komponist († 1921)

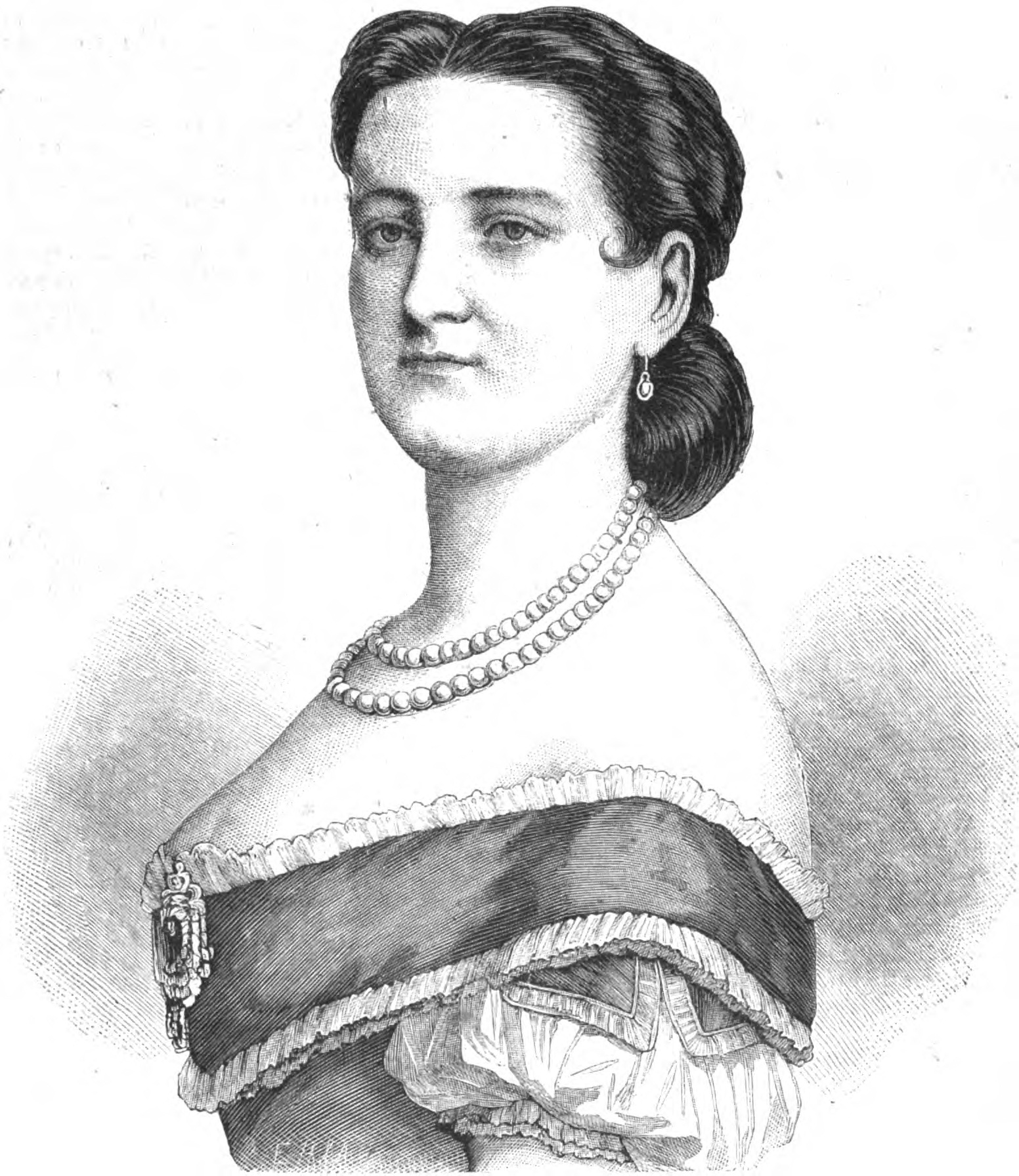
Carlotta Patti; * 30. Oktober

- 30. Oktober: Johann Brandl, österreichischer Komponist († 1913)
- 30. Oktober: Carlotta Patti, italienische Sopranistin († 1889)
- 31. Oktober: Michele Saladino, italienischer Komponist und Musikpädagoge († 1912)
- 09. November: Davorin Jenko, slowenischer Komponist und Dirigent († 1914)
- 15. November: José Reyes, dominikanischer Komponist und Musiker († 1905)
- 22. November: Joseph Niering, deutscher Opernsänger († 1891)
- 12. Dezember: George Jean Pfeiffer, französischer Komponist, Pianist und Musikkritiker († 1908)
- 25. Dezember: Franz Sales Ehrlich, österreichischer Orgelbauer († 1883)

### Genaues Geburtsdatum unbekannt
- Filippo Acunzo, italienischer Fagottist, Dirigent und Komponist († 1867)
- Bonaventura Frigola i Fanjula, katalanischer Komponist, Kapellmeister und Musikpädagoge († 1899)
- Fanny Simonsen, australische Sängerin und Musikpädagogin († 1896)
- Bertha Weber, deutsche Opernsängerin und Hofschauspielerin († 1903)

## Gestorben

### Todesdatum gesichert
- 09. Januar: Johann Wilhelm Reche, deutscher lutherischer Geistlicher, Schriftsteller und Kirchenlieddichter (* 1764)
- 01. März: Joseph Leopold Faistenberger, österreichischer Musiker und Komponist (* 1764)
- 13. März: Aline Bertrand, französische Harfenistin, Komponistin und Instrumentalpädagogin (* 1798)
- 02. Mai: Chrysologus Heimes, deutscher Franziskanerpater, Organist, Orgelsachverständiger und Komponist (* 1765)
- 23. Mai: Meta Abegg, deutsche Pianistin (* 1810)
- 11. Juni: Karl Anton Philipp Braun, deutscher Oboist und Komponist (* 1788)

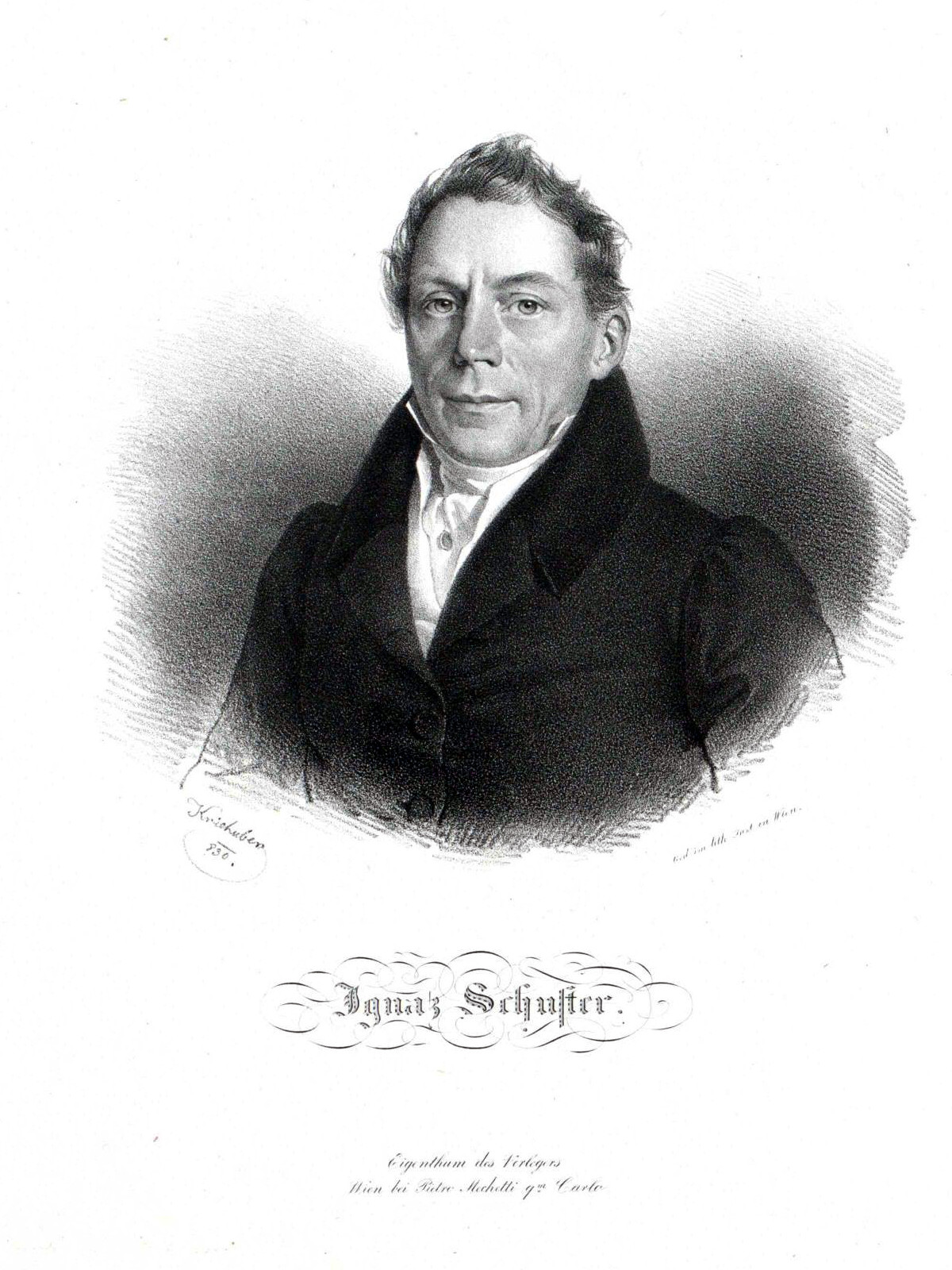
Ignaz Schuster; † 6. November

- 05. August: Gottlob Christian Kern, deutscher lutherischer Geistlicher, Theologe und Kirchenlieddichter (* 1792)
- 10. August: Claus Schall, dänischer Komponist (* 1757)
- 11. August: Olof Åhlström, schwedischer Komponist (* 1756)
- 24. August: Felicitas Agnesia Ritz, deutsche Opernsängerin (Sopran) (* 1757)
- 23. September: Vincenzo Bellini, italienischer Komponist (* 1801)
- 28. Oktober: Johann Strolz, österreichischer Jurist, Volkslied- und Mundartforscher sowie Schriftsteller (* 1780)
- 06. November: Ignaz Schuster, österreichischer Schauspieler und Komponist (* 1779)
- 11. November: Johan Herman Mankel, schwedischer Organist, Komponist und Musikpädagoge (* 1793)
- 18. Dezember: Friedrich Starke, deutscher Hornist, Kapellmeister und Komponist (* 1774)

### Genaues Todesdatum unbekannt
- Carl Traugott Eisrich, deutsch-russischer Komponist und Dirigent (* 1776)
- Theodor Gaude, deutscher Gitarrist und Komponist (* 1782)
- Bernard Václav Štiasný, tschechischer Cellist und Komponist (* 1760)
- Caroline Wuiet, französische Musikerin und Schriftstellerin (* 1766)